# Varadin-brug
De Varadin-brug (Servisch: Varadinski most / Варадински мост) (ook wel Petrovaradin-brug genoemd) is een brug over de Donau in Novi Sad, de hoofdstad van de Servische regio Vojvodina. Hij verbindt het centrum van Novi Sad met het dorp Petrovaradin.
De huidige brug werd gebouwd in 2000, nadat de oude op 1 april 1999 als eerste van de drie bruggen te Novi Sad was vernietigd tijdens de NAVO-bombardementen in het kader van de Operatie Allied Force. 
Sinds 2009 wordt de brug na zonsondergang verlicht met verschillende kleuren. Vanaf het Fort van Petrovaradin heeft men een goed uitzicht op de brug en de Donau.